# Villa General José Tomás Guido
Villa General José Tomás Guido es una localidad del Gran Buenos Aires, Argentina. Pertenece al partido de San Martín. Por usanza y relación histórica se le suele considerar el sector sudoeste de Villa Ballester.

### Historia
Fue creada el 28 de abril de 1952, mediante la ordenanza 420/52, a partir de las antiguas Villa Leoni, Marechal y Klein.

## Geografía

### Población
Contaba con 18,324 habitantes (Indec, 2001), situándose como la 9.ª localidad del partido.

### Sismicidad
La región responde a la «subfalla del río Paraná», y a la «subfalla del río de la Plata», con sismicidad baja; y su última expresión se produjo el 5 de junio de 1888 (137 años), a las 3.20 UTC-3, con una magnitud aproximadamente de 5,0 en la escala de Richter (terremoto del Río de la Plata de 1888).

## Sitios de Interés

### Instituto Ballester
Villa Ballester fue una zona popular entre las familias alemanas, desde principios del siglo XX. Para preservar el idioma y la cultura alemana a través de la enseñanza, en 1922 se fundó la Sociedad Escolar Alemana de Villa Ballester y, al mismo tiempo el colegio alemán, bautizado “Bismarck Schule”. En recuerdo de este origen, el escudo del colegio lleva hasta el día de hoy, elementos del escudo familiar de los Bismarck: el roble y el trébol. 
En el año 1945 el colegio fue confiscado y expropiado por el gobierno en calidad de "propiedad enemiga". Varios docentes siguieron dando clases de alemán en sus casas manteniendo la enseñanza a unos ciento cincuenta alumnos.
Dos años después de levantarse la intervención estatal, el 20 de marzo de 1952, el colegio reabrió sus puertas con el nombre de “Instituto Ballester”. Bajo la dirección de Martín Lange, unos doscientos diez alumnos retomaron sus estudios primarios. Cinco años después se abrió la escuela secundaria.
Finalmente, después de varias mudanzas y remodelaciones, se inició la construcción del predio escolar en la ubicación actual, en la calle San Martín 444, con ayuda del Estado alemán en el año 1964. Ese predio perteneció principalmente a tres casonas sobre la calle San Martín. Al 444 la llamada "Santa Cecilia" casa de bajos adquirida a principios del siglo XX por el renombrado violinista nacido en Bélgica y de padre alemán llamado Theo Massun. La propiedad contigua fue hecha construir por él mismo a la que llamó "Theo".La tercera casa era la casa de la Familia Aloisi. El arquitecto Gino Aloisi fue quien construyó la primera iglesia de Villa Ballester, "Nuestra Señora de la Merced".

### Plaza Roca
Único espacio verde público del barrio, ubicado en la calle General Roca entre Artigas y Belgrano. Se destaca por su enorme tanque de agua.